# Ча Зянг
Ча Зянг (1942, Куангнгай, Французький Індокитай) — в'єтнамська акторка театру та кіно.

## Вибіркова фільмографія
- Джунглі у вогні (1966)
- Фронтова балада (1973)